# Olesicampe melanogaster
Olesicampe melanogaster là một loài tò vò trong họ Ichneumonidae.